# 1996年夏季残疾人奥林匹克运动会卡塔尔代表团
1996年夏季残疾人奥林匹克运动会卡塔尔代表团是卡塔尔派出的1996年夏季残疾人奥林匹克运动会代表团。未获得奖牌。